# Miquel Sellarès i Perelló
Miquel Sellarès i Perelló (Barcelona, 1946) és un polític català. Llicenciat en Filosofia i Lletres. Des dels fets del Palau de la Música de 1963 es va vincular als sectors nacionalistes que animava Jordi Pujol. El 1968 participà en la fundació del Sindicat Democràtic d'Estudiants de la Universitat de Barcelona (SDEUB), el 1970 organitzà el Servei d'Informació Català i el 1973 fou secretari del Grup d'Acció al Servei de Catalunya, format per partidaris de Jordi Pujol i Soley. També fou editor de la revista clandestina Avui i fundador destacat de l'Assemblea de Catalunya (1971) i de Convergència Democràtica de Catalunya a Montserrat el 1974.
Ha estat promotor i president de la Fundació Centre de Documentació Política (1977) i secretari general del Club Ramon Muntaner. El 1978 abandonà CDC per a participar en la fundació de Nacionalistes d'Esquerra, tot i que va romandre independent. Com a expert en temes policials, fou nomenat director general de seguretat ciutadana de la Generalitat de Catalunya el 1983-1984. Va tornar a CDC, però el 1990 en fou expulsat novament per denunciar la corrupció dels sectors lligats a Lluís Prenafeta.
També és director de la revista Debat Nacionalista des de 1988, membre de la junta d'Òmnium Cultural, del Consell Consultiu de la Plataforma per la Llengua i director del Centre d'Estudis Estratègics de Catalunya, creat per ell el 1998. El 2000 impulsà el mitjà digital Tribuna Catalana amb la seva filla Mònica. Ha col·laborat als diaris El Punt, La Vanguardia, Deia, El País, i al diari digital Tribuna Catalana. Entre 2003 i 2004 fou secretari de comunicació de la Generalitat de Catalunya. Presideix el col·lectiu Opinió Catalana.

## Obres
- Un pas endavant. La història dels mossos que mai no s'ha explicat (2008)[5]
- Construint un Estat nou (2014)